# Guillermo Sanguinetti
Guillermo Óscar Sanguinetti Giordano (* 21. Juni 1966 in Montevideo) ist ein ehemaliger uruguayischer Fußballspieler und heutiger Trainer. Er ist der Vater des Fußballspielers Nicolás Sanguinetti.

## Spielerkarriere

### Vereine
Der 1,75 Meter große Defensivakteur „Topo“ Sanguinetti stand zu Beginn seiner Karriere 1985 in Reihen von Nacional Montevideo. Von 1986 bis 1987 spielte er für Central Español. Anschließend war er von 1988 bis 1989 bei den Montevideo Wanderers und 1989 ebenfalls bei Sud América aktiv. Es folgte eine von 1990 bis 1991 währende Karrierestation beim Racing Club de Montevideo. Sodann wechselte er Mitte 1991 nach Argentinien zu Gimnasia y Esgrima La Plata. Dort wird er bis Mitte 2003 als Kadermitglied geführt. Für die Argentinier lief er in 383 nationalen und 18 internationalen Begegnungen auf und ist damit derjenige Spieler mit den meisten Einsätzen in der Klubhistorie. Teilweise unter Auslassung von Nacional Montevideo auch der uruguayische Verein Cacao als Vereinsstation für ihn geführt.

### Nationalmannschaft
Sanguinetti debütierte am 5. Mai 1991 bei der 0:1-Niederlage im Freundschaftsspiel gegen USA unter Trainer Pedro Ramón Cubilla mit einem Startelfeinsatz in der uruguayischen A-Nationalmannschaft. Sein letzter Länderspieleinsatz datiert vom 16. November 1997 beim 5:3-Heimsieg im WM-Qualifikationsspiel gegen Ecuador. Er nahm mit der „Celeste“ an der Copa América 1991 und 1993 teil. Insgesamt bestritt er 20 A-Länderspiele und schoss ein Tor.

## Trainertätigkeit
Nach seiner aktiven Karriere war Sanguinetti von Oktober 2004 bis Ende Juni 2005 zunächst als Co-Trainer beim Club Olimpo tätig. Sodann wirkte er in der gleichen Funktion von Anfang August 2005 bis Mitte Juli 2006 bei den Argentinos Juniors. Unmittelbar darauf nahm er eine Stelle als Assistenztrainer beim Club Atlético Peñarol an. Dieses Engagement endete zur Jahresmitte 2007. In den ersten neun Monaten 2008 war er Cheftrainer bei Gimnasia y Esgrima La Plata. Am 14. August 2009 übernahm er die Position des verantwortlichen Trainers beim Team des uruguayischen Erstligisten Club Atlético Cerro. Bereits am 2. Dezember 2009 endete die Zusammenarbeit zwischen ihm und dem Klub. Bei Sportivo Luqueño hatte er von Dezember 2010 bis in den Februar 2011 seine nächste Cheftraineranstellung. Von Juni 2012 bis November jenes Jahres wirkte er als Trainer bei Bella Vista. Im Monat seines dortigen Ausscheidens übernahm er anschließend die Trainerstelle beim kolumbianischen Verein Cúcuta Deportivo. Bei den Kolumbianern schied er im Juni 2013 aus dem Amt. Im Januar 2014 verpflichtete ihn Alianza Lima. Während seiner bis Mai 2015 andauernden Trainertätigkeit bei den Peruanern gewann er mit der Mannschaft 2014 die Copa Inca. Von März 2016 bis zum 8. November 2016 stand er als Coach bei River Ecuador unter Vertrag. Seit Januar 2017 bildet er mit seinem Assistenten Adinolfi das Trainergespann beim Delfín Sporting Club. Dort gewann er mit dem Team die erste Meisterschaftsphase des Jahres 2017, das damit erstmals in der Vereinsgeschichte auch die Qualifikation für die Copa Libertadores sicher stellte.